# Nedim Türfent
Nedim Türfent (* 8. Februar 1990 in Yüksekova) ist ein kurdischer Journalist aus der Türkei. Er arbeitete als Korrespondent für die mittlerweile per Dekret verbotene Nachrichtenagentur Dicle Haber Ajansı. Im Dezember 2017 wurde Türfent zu einer Haftstrafe von acht Jahren und neun Monaten verurteilt.

## Drohungen und Verfolgung
Im Jahr 2015/2016 gab es in den mehrheitlich von Kurden bewohnten Gebieten der Türkei gewalttätige Auseinandersetzungen zwischen Sicherheitskräften und Demonstranten. In Yüksekova wurden Barrikaden errichtet und die Sicherheitskräfte gingen mit Gewalt dagegen vor. Türfent bekam ein Video zugespielt, in dem ein Sondereinsatzteam des Dezernats für Sondereinsätze der türkischen Polizei auf einer Baustelle Dutzende Bauarbeiter misshandelte und bedrohte. Dabei fielen die Worte:  „Ihr werdet die Macht des Türken spüren!“ Türfent veröffentlichte das Video mit dieser Schlagzeile und erhielt anschließend Todesdrohungen von einem Social-Media-Account namens JİTEM. Die Drohungen nahm Türfent zum Anlass, Yüksekova in Richtung Van zu verlassen. Türfent wurde am 12. Mai 2016 auf der Fahrt nach Van festgenommen, ohne dass Freunde und Verwandte wussten, was geschehen war. Erst nach öffentlichem Druck wurde die Festnahme eingeräumt. Dem Portal P24 berichtete Türfent über Übergriffe und Drohungen bis hin zur sexuellen Belästigung während der Festnahme. Er selbst sieht in der Veröffentlichung des Videos den Grund für seine Verurteilung.

## Gerichtsverfahren
Die Anklageschrift wurde 13 Monate nach Verhängung der U-Haft eingereicht. Nach Darstellung der Cumhuriyet stand Türfent anfänglich vor Gericht, weil er unter Verletzung der Ausgangssperre von Zusammenstößen berichtet hatte. Die Verurteilung erfolgte schließlich wegen Mitgliedschaft in einer terroristischen Vereinigung. Sämtliche Zeugen bis auf eine Ausnahme gaben während der Verhandlungen an, ihre Aussage unter Druck getätigt zu haben, oder sie bezeugten, dass die schriftlichen Aussagen nicht das enthielten, was sie ausgesagt hätten. Es trat auch ein sogenannter geheimer Zeuge auf, der behauptete, er habe Türfent in einem Lager der PKK gesehen. Türfent bestritt dies und äußerte, wie solle er etwas beweisen, was er nie getan habe. Am 19. Juni 2018 bestätigte das Berufungsgericht Erzurum Bölge Adliye Mahkemesi das Urteil. Am 3. Juli 2018 riefen die Anwälte Türfents das Verfassungsgericht an.

## Hungerstreik
Am 1. März 2019 schloss sich Türfent einem Hungerstreik von Häftlingen der PKK gegen die Isolationshaft ihres Führers Abdullah Öcalan an. Der Hungerstreik endete im Mai 2019.